# Agathylla
Agathylla is een geslacht van slakken uit de  familie van de Clausiliidae.

## Soorten
De volgende soorten zijn bij het geslacht ingedeeld:
- Agathylla abrupta (Küster, 1845)
- Agathylla biloba (A. J. Wagner, 1914)
- Agathylla exarata (Rossmässler, 1835)
- Agathylla formosa (Rossmässler, 1835)
- Agathylla goldi (Walderdorff, 1864)
- Agathylla lamellosa (J. A. Wagner, 1829)
- Agathylla narentana (A. Schmidt, 1868)
- Agathylla neutra (Westerlund, 1898)
- Agathylla regularis (L. Pfeiffer, 1861)
- Agathylla strigillata (Rossmässler, 1835)
- Agathylla sulcosa (J. A. Wagner, 1829)
- Agathylla viperina (Westerlund, 1901)

### Synoniemen
- Agathylla (Agathylla) H. Adams & A. Adams, 1855 => Agathylla H. Adams & A. Adams, 1855
- Agathylla (Agathylla) abrupta (Küster, 1845) => Agathylla abrupta (Küster, 1845)
- Agathylla (Agathylla) biloba (A. J. Wagner, 1914) => Agathylla biloba (A. J. Wagner, 1914)
- Agathylla (Agathylla) exarata (Rossmässler, 1835) => Agathylla exarata (Rossmässler, 1835)
- Agathylla (Agathylla) goldi (Walderdorff, 1864) => Agathylla goldi (Walderdorff, 1864)
- Agathylla (Agathylla) neutra (Westerlund, 1898) => Agathylla neutra (Westerlund, 1898)
- Agathylla (Agathylla) regularis (L. Pfeiffer, 1861) => Agathylla regularis (L. Pfeiffer, 1861)
- Agathylla (Agathylla) sulcosa (J. A. Wagner, 1829) => Agathylla sulcosa (J. A. Wagner, 1829)
- Agathylla (Agathylla) viperina (Westerlund, 1901) => Agathylla viperina (Westerlund, 1901)
- Agathylla (Agathyllina) H. Nordsieck, 1969 => Agathylla H. Adams & A. Adams, 1855
- Agathylla (Agathyllina) formosa (Rossmässler, 1835) => Agathylla formosa (Rossmässler, 1835)
- Agathylla (Agathyllina) lamellosa (J. A. Wagner, 1829) => Agathylla lamellosa (J. A. Wagner, 1829)
- Agathylla (Agathyllina) narentana (A. Schmidt, 1868) => Agathylla narentana (A. Schmidt, 1868)
- Agathylla (Agathyllina) strigillata (Rossmässler, 1835) => Agathylla strigillata (Rossmässler, 1835)
- Agathylla merditana (A. J. Wagner, 1914) => Agathylla neutra merditana (A. J. Wagner, 1914)